# Ignacy Lachnicki
Ignacy Lachnicki (ur. 1755, zm. ok. 1830) – polski pisarz społeczny, tłumacz, filozof, stolnik, łowczy Wiłkomierza od 1790, pułkownik wojska litewskiego, radca stanu i członek Warszawskiego Królewskiego Towarzystwa Rolniczego. 

## Życiorys
Syn Stanisława Józefa Lachnickiego, skarbnika Wiłkomierza i Rozalii Bohusz. Jego brat Antoni Lachnicki (1756–1819) był członkiem Rady Narodowej i prezydentem Wilna. Stryj Ignacego Emanuela Lachnickiego.
W roku 1772 uzyskał stopień doktora filozofii na Akademii Wileńskiej, a następnie wstąpił do wojska. W ten sposób dotarł na dwór hetmana wielkiego litewskiego Michała Kazimierza Ogińskiego w Słonimiu. Wkrótce stał się jego zaufanym sekretarzem do spraw politycznych i marszałkiem dworu. Prawdopodobnie (według relacji współczesnych) miał być autorem kilku dzieł literackich przypisywanych Ogińskiemu. W roku 1776 otrzymał stopień chorążego wojsk litewskich, 4 lata później już majorem, by w roku 1789 awansować do rangi pułkownika. Wkrótce potem podał do dymisji, opuścił dwór Ogińskiego. Osiadł na dobrach uzyskanych dzięki hojności swego mecenasa (majątki: Hrajno, Zarubicze i część Telechan). Od roku 1790 piastował funkcję łowczego wiłkomierskiego, a 3 lata później był także tamtejszym stolnikiem. Podczas insurekcji kościuszkowskiej (1794) był komisarzem Litewskiej Komisji Skarbowej i wiceprezydentem Grodna.
Po rozbiorach Polski osiadł w Wilnie, pracował społecznie oraz na roli w swoim majątku, gdzie zasłynął, jako wzorowy gospodarz, wcielający w czyn teorie wieku oświeconego względem swoich poddanych. Pełnił wówczas różne funkcje ziemskie (m.in.: członek komisji opracowującej sprawę żydowską, prezes sądu granicznego powiatu grodzieńskiego). W roku 1812 został wybrany delegatem i udał się do Petersburga, gdzie czynnie wspierał politykę Michała Kleofasa Ogińskiego. W uznaniu zasług w doskonałym zarządzie dobrami ziemskimi nadano mu Order św. Włodzimierza. W tym okresie (1811) został też członkiem warszawskiego Towarzystwa Rolnego. Cztery lata później (1815) był delegatem szlachty na spotkanie z carem Aleksandrem I powracającym z Wiednia.
Należał do wolnomularstwa, w latach 1811–1812 był członkiem honorowym loży "Świątynia Izis". Był jednym z założycieli, a następnie mistrzem grodzieńskiej loży "Przyjaciele Ludzkości" (1817), do której przeszedł z loży "Gorliwy Litwin". Następnie (1820) wstąpił w szeregi wileńskiej loży kapitalnej "Doskonała Jedność". Był też członkiem Towarzystwa Szubrawców.
Poślubił Antoninę Trębicką (według innych źródeł: Trembicką). Małżeństwo było bezpotomne. Lachnicki zmarł około roku 1830.

## Twórczość
Pogląd na stosunki pana do chłopa oraz zadania właściciela ziemskiego wyłożył w dziele: Biografia włościanina nad brzegami Niemna powyżej Łosośny mieszkającego (1815).

### Ważniejsze utwory
- Propositiones ex universa philosophia, Wilno 1772 (rozprawa doktorska)
- Głos... delegowanego pow. grodzieńskiego, miany 17 stycznia 1812 (Wilno 1812)
- Biografia włościanina nad brzegami Niemna powyżej Łosośny mieszkającego, Warszawa 1815.

### Przekłady
- Voltaire: Alcyra albo Amerykanie. Tragedia z francuskiego Jmci Pana de... Przetłumaczona dla teatrum słonimskiego za rozkazem Jaśnie Wielmożnego Jmci Pana Michała hrabi Ogińskiego, Warszawa 1780.